# Fejervarya frithii
Fejervarya frithii är en groddjursart som först beskrevs av Theobald 1868.  Fejervarya frithii ingår i släktet Fejervarya och familjen Dicroglossidae. IUCN kategoriserar arten globalt som otillräckligt studerad. Inga underarter finns listade i Catalogue of Life.